# Casta coloniale

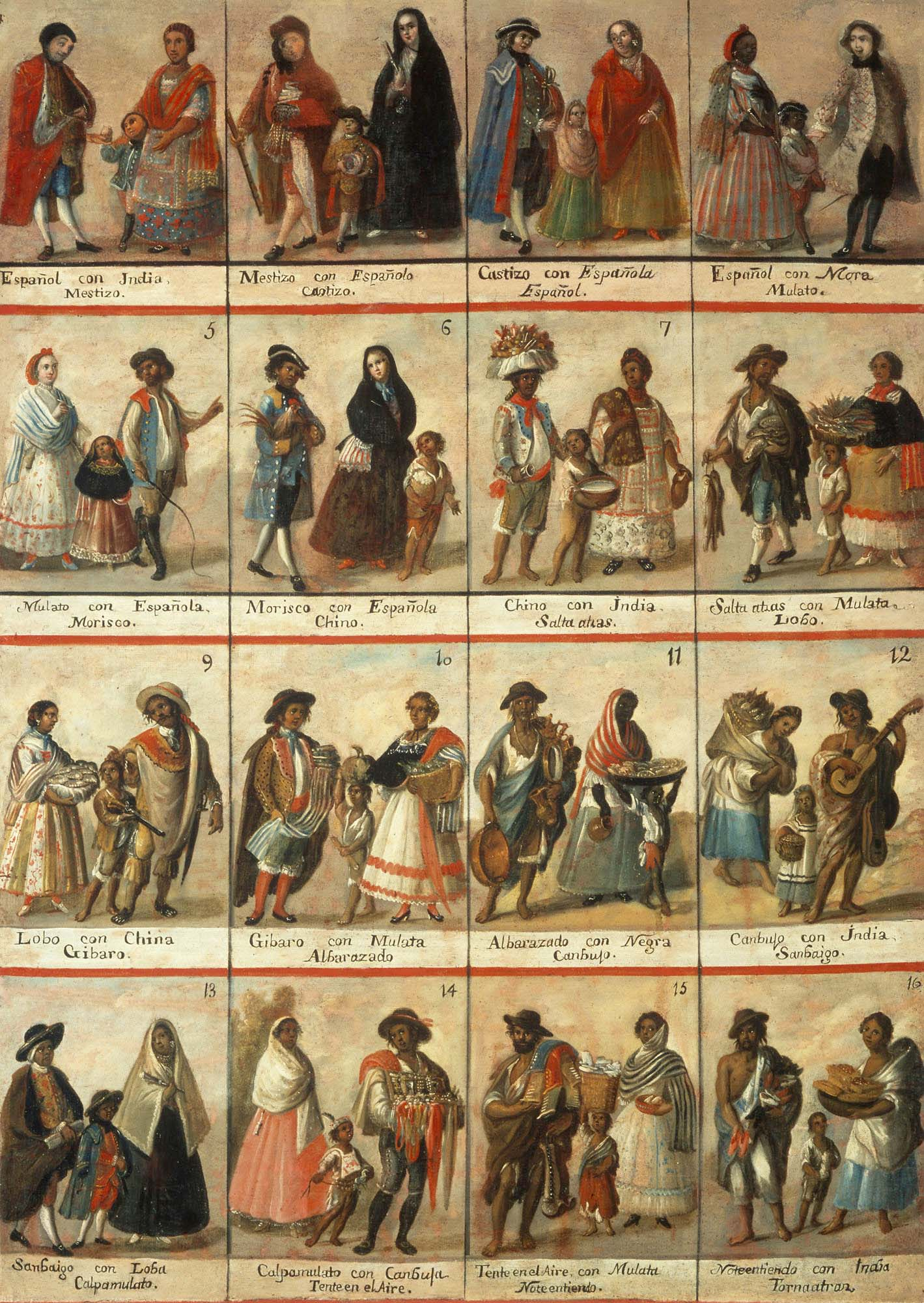
Dipinto del XVIII secolo raffigurante il sistema di casta vigente nelle colonie spagnole del Sudamerica. In questo dipinto sono rappresentate tutte e sedici le combinazioni possibili.

La casta coloniale è un sistema di stratificazione gerarchica della società che si formò in epoca coloniale spagnola subito dopo la scoperta europea del continente nel 1492, standardizzata a opera di spagnoli e portoghesi nelle rispettive colonie.

## Descrizione
Il termine (a partire dal XVI secolo) deriva dal portoghese e spagnolo "lignaggio, razza" e si riferiva al complesso intrecciarsi delle nuove razze e "mescolanze" venutesi a formare dal forzoso intersecarsi tra conquistadores, prevalentemente di origine iberica, popolazioni native amerindie (indios americani) e le genti deportate dall'Africa come manodopera (schiavi).
Tutta una serie di "caste" furono standardizzate dall'élite spagnola al fine di gerarchizzare la dominanza per l'occupazione di cariche di comando, pubbliche o di sudditanza e in modo da normalizzare secondo il loro giudizio le relazioni tra i diversi gruppi etnici e tipologie antropologiche venutesi a mescolare fin dalle prime fasi coloniali in America.
Al momento della conquista dello spazio americano, la società europea è strutturata gerarchicamente secondo una cosmografia che considera la famiglia un microcosmo inserito nel macrocosmo dello stato che, sottoposto alla volontà del sovrano, deferisce a sua volta a Dio. Si tratta di un modello che durerà fino alla Rivoluzione francese, profondamente influenzata dalle teorie roussoviane, e alla Rivoluzione industriale che attraverso nuovi rapporti lavorativi cambierà le relazioni tra i sessi e tra le generazioni. Inizialmente nell’America spagnola esiste una situazione sociale fluida, ma verso la fine del XVII secolo, sebbene i creoli godessero ancora dell’esenzione dalle imposte, le differenze tra conquistatori e conquistati tendono a offuscarsi. In quella che a tutti gli effetti era una società eterogenea si sviluppò un sistema di castas, dove il termine “casta” indicava in Spagna un insieme umano o animale con una discendenza conosciuta e specifica. I creoli erano i figli di spagnoli nati in America, godevano del principale privilegio degli hidalgos in Spagna ossia non pagavano le tasse, ma spesso non godevano di standard di vita diversi dagli indiani.
Gli indiani nel continente, per la maggior parte stanziati nei territori di colonizzazione spagnola, nel 1492 oscillano tra i 7 e i 100 milioni, - la cifra più probabile è di 35 milioni- furono decimati dalle malattie, e intorno al 1650, quando inizia cioè un aumento demografico, nei vicereami sono circa 4 milioni.
C’erano poi i meticci ossia i nati dall’unione tra uomini spagnoli e donne indiane; i mulatti ossia i nati da padre creolo e madre nera, e gli zambos nati dall’unione tra indiani e neri.
L’ideale spagnolo della limpieza de sangre che in Spagna macchiava coloro che avevano sangue moresco o ebraico, nelle Americhe riguardava il sangue indiano o africano e divenne quindi un meccanismo per il controllo del potere da parte di un’élite. Ovviamente queste differenze etniche e quindi sociali non sono da intendere come comparatie ermetiche; esistevano vari modi per aggirarle o superarle: certificati acquistati dalla corona, strategie matrimoniali che creavano di fatto una grande flessibilità etnica del tutto sconosciuta nell’America britannica. Nonostante ciò l’America coloniale spagnola era una società codificata sulla base del colore della pelle, anche se la corrispondenza tra colore e status sociale, distinto da quello legale, non era affatto assoluta (p.255).
Sin dall’inizio quella ispanoamericana fu una società multietnica, stratificata dal punto di vista razziale, senza tuttavia che si parlasse mai del concetto di “razza”. Al vertice vi erano gli spagnoli detti “insulari”, seguiti dai bianchi nati in America “creoli”, i meticci, e, nel XVI secolo, le aristocrazie dei capi indigeni, seguite infine dagli indiani e dagli schiavi africani. Occorre a tal proposito ricordare che la vecchia aristocrazia dei capi indigeni era significativamente equiparata davanti alla legge agli hidalgos iberici, “collaborava” con gli spagnoli nel proprio interesse, e fungeva da intermediario tra i due mondi. Il ruolo dei neri era particolare perché sebbene fossero schiavi e quindi teoricamente fossero alla base della piramide sociale, in pratica erano in una posizione intermedia perché vivevano a contatto con gli spagnoli e i creoli: lavorano come domestici e nelle haciendas, ma nonostante ciò, a livello sempre di sentire comune, un’ascendenza indiana era comunque superiore.
Sin dall’inizio nelle Americhe spagnole furono permessi i matrimoni misti perché il parametro di riferimento era più lo status sociale che il colore della pelle, sebbene non si possa negare che la nerezza avesse in sé già delle connotazioni negative (p.118). Ciò che però è importante osservare è che nelle colonie britanniche, dove furono ereditati gli statuti di Kilkenny del 1366 che vietavano i matrimoni misti tra inglesi e irlandesi, venivano allora vietati quelli con gli indiani. Al contrario, dal 1503 i reali spagnoli ordinarono al governatore di Hispaniola, Nicolàs de Ovando, di organizzare dei matrimoni misti con lo scopo di convertire una delle due parti, e così matrimoni misti furono legalizzati sin dal 1514 perché il rango era più importante dell’etnia, tanto che Cortés fece sposare moltissimi suoi ufficiali con donne nobili indiane.
Questa complessità etnica rendeva la società particolarmente instabile, specie nelle città dove capitava che spagnoli continentali fossero poveri e provassero risentimento nei confronti dell’élite creola, mentre anche i meticci, nonostante i tentativi di abolirlo, godevano del privilegio di non pagare le tasse dirette come i creoli. Le oligarchie urbane erano costituite dai creoli discendenti dei conquistatori che monopolizzavano le cariche pubbliche, anche se la decisione del governo di Madrid e degli stessi viceré di preferire per questi ruoli gli spagnoli continentali, creava gravi scontri con l’élite creola. Questa élite tuttavia finì per acquisire sempre più potere in virtù della venalità degli uffici pubblici a partire dalla fine del XVI secolo e dei matrimoni misti con gli spagnoli (p.260)

## Genesi
La mancanza o la scarsa disponibilità di coloni di sesso femminile nella conquista europea del "nuovo mondo", spinse i primi conquistador e avventurieri giunti in seguito, tutti prevalentemente di sesso maschile, ad accoppiarsi con donne di popolazioni, cultura, e fattezze morfologiche diverse dalla tipologia antropologica europea:
- In un primo tempo, i conquistador e coloni si accoppiarono con donne autoctone indios formando una prima stratificazione razziale intermedia dei figli nati tra europei e indios e dei loro discendenti; questi rimescolandosi per alcune generazioni con genti spagnole (detti i "peninsulari") potevano "progredire" fino a diventare "accettabili" per ricoprire ruoli di comando ed essere definiti "spagnoli", o viceversa tornare indios per vari gradi, cioè restando gente libera ma non degna di ricoprire incarichi direttivi.
- In secondo luogo, lo stesso tipo di "spinta" fu riscontrabile tra gli europei con le schiave provenienti da popolazioni africane deportate, che mescolandosi produssero una progenie che veniva classificata a seconda delle caratteristiche morfologiche più' evidenti, come il grado di colorazione della pelle, il profilo o il tipo di capelli, fino a classificare una stratificazione razziale dei figli tra europei e africani e dei loro discendenti; questi però, data la condizione di schiavo di un ascendente, reputato uno status d'inferiorità dai conquistador, non poteva mai ricondurre la discendenza neanche rimescolandosi con genti europee a ritornare alla condizione di "spagnolo", viceversa la progenie che solitamente restava nella condizione di schiavismo, poteva tornare ad essere considerata "africana" per vari gradi.
- In un terzo tempo, dopo la continua e massiccia deportazione e presenza di schiavi africani nelle Americhe, la stessa situazione si ripresentò quando alcune comunità africane vennero affrancate o abbandonate, o perché riuscirono a conquistare la libertà fuggendo o naufragando dalle navi di deportazione, e si videro spinte a mescolarsi e spesso a cercare rifugio presso comunità di indios autoctoni, generando una discendenza tra africani e indios, senza dignità di comando presso l'élite dominante europea.

Dopo qualche generazione dalla conquista e colonizzazione delle Americhe, tutte queste progenie stratificate delle tre possibili interazioni di base tra europei, africani e indios, presero a rimescolarsi ulteriormente per vari gradi; i conquistador classificarono ulteriormente attraverso delle "liste" con nomi di caste, spesso fantasiosi o offensivi, presentando tavole illustrate dei possibili incroci delle varie razze che avevano standardizzato e stratificarono il tutto per instaurare una gerarchia di dignità e comando per tutte le nuove situazioni che si stavano creando ed evolvendo nelle Americhe.

## Caste
Nelle tre interazioni iniziali che erano state standardizzate dagli spagnoli, erano riconosciute queste caste "base":
- Europeo + Indio = Mestizo;
- Europeo + Africano = Mulato;
- Africano + Indio = Zambo.

La stratificazione sociale gerarchica tra europei e indio veniva così classificata:
1. Peninsular, rappresentava l'europeo, spesso spagnolo, giunto nel Nuovo Mondo
2. Criollo, rappresentava l'europeo nato nelle indie occidentali, un "europeo d'oltremare"
3. Blanco o Limpio, con un ottavo (un bisnonno/a o meno) indio, era accettato come "spagnolo"
4. Castizo, quarto di indio e tre quarti europeo, di rango superiore ai mezzosangue
5. Cuatralvo Castizo, cinque ottavi di europeo, tre ottavi indio
6. Mestizo, mezzosangue meticcio
7. Chango, tre ottavi di europeo, cinque ottavi indio
8. Coyote, quarto di europeo e tre quarti di indio, di rango inferiore ai mezzosangue
9. Chamizo, ottavo di europeo
10. Indio, autoctono amerindio, persona libera ma senza ruoli di comando

La stratificazione sociale gerarchica tra europei e africani veniva così classificata:
1. Peninsular, rappresentava l'europeo, spesso spagnolo, giunto nel Nuovo Mondo
2. Criollo, rappresentava l'europeo nato nelle indie occidentali, un "europeo d'oltremare"
3. Saltatràs, sedicesimo di africano (un trisnonno/a o meno)
4. Albino, ottavo di africano (un bisnonno/a o meno)
5. Morisco, quarto di africano e tre quarti europeo
6. Mulato, mezzosangue mulatto
7. Moreno, tre ottavi di europeo, cinque ottavi africano
8. Galfarro, quarto di europeo e tre quarti di africano, di rango inferiore ai mezzosangue
9. Rellollo, africano di successiva generazione, nato nelle Indie occidentali
10. Negro, deportato africano

La stratificazione sociale gerarchica tra indio e africani veniva così classificata:
1. Indio, autoctono amerindio, persona libera ma senza ruoli di comando
2. Sambaigo, ottavo di africano
3. Cambujo, quarto di africano, tre quarti indio
4. Zambazo, tre ottavi africano, cinque ottavi indio
5. Zambo mezzosangue indio/africano
6. Zambo prieto, quarto di indio, tre quarti africano
7. Rellollo, africano di successiva generazione, nato nelle Indie occidentali
8. Negro, deportato africano

Le liste spagnole fornivano poi tutte le possibilità d'interazione tra queste caste, con nomi spesso irridenti, come ad esempio liste tra Mestizo e Mulato e Zambo con più o meno componenti intermedi (Terceron Indio, Arnizo, Haytestas, Capalmulato, Genizaro, Noteintiendo, Cholo, Tentenelaire, Barnizo, Chino, Grifo, Gilvaro, Albarazado, Barcino, Macamuca, Pardo e altri).
Ad oggi nelle Americhe i nomi delle caste vengono ancora ricordati come soprannomi e spesso usati dalle popolazioni latinoamericane per classificare i gradi di mescolanza delle tre etnie; la mescolanza 1/3, 1/3, 1/3, viene definita usualmente Pardo, specialmente in Brasile dove nei questionari statistici nazionali viene riportata con questo nome, sugli stampati, come razza antropologica intermedia e conteggiata spesso come maggioranza della popolazione residente.